# SNCASE Baroudeur
SNCASE S.E.5000 Baroudeur là một loại máy bay tiêm kích hạng nhẹ của Pháp, do SNCASE (Sud-Est) chế tạo dành cho cuộc cạnh tranh "Máy bay tiêm kích hạng nhẹ" của NATO.

## Biến thể

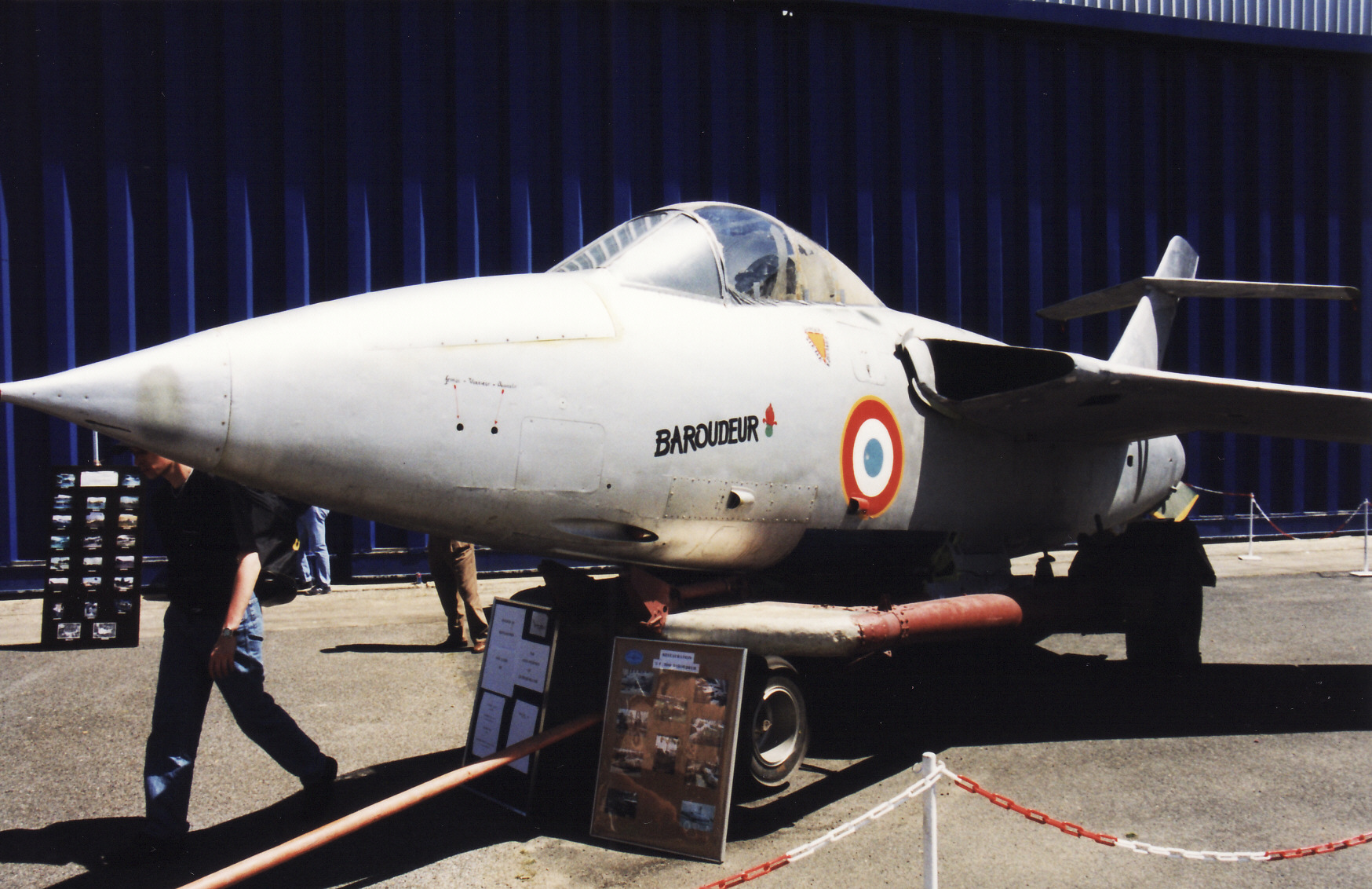
SNCASE Baroudeur tại Triển lãm hàng không Paris, 19 tháng 6 năm 1999.

S.E.5000 Badoudeur
S.E.5003 Baroudeur

## Tính năng kỹ chiến thuật (S.E.5003)
Dữ liệu lấy từ 
Đặc tính tổng quan
- Kíp lái: 1
- Chiều dài: 13,49 m (44 ft 3 in) [1]
- Sải cánh: 10,00 m (32 ft 10 in)
- Chiều cao: 3,04 m (10 ft 0 in) on skids[1]
- Trọng lượng có tải: 6.920 kg (15.256 lb)
- Động cơ: 1 × SNECMA Atar 101D kiểu turbojet, 29,4 kN (6.600 lbf) thrust

Hiệu suất bay
- Vận tốc cực đại: 1.140 km/h (708 mph; 616 kn)